# Phycobilisom

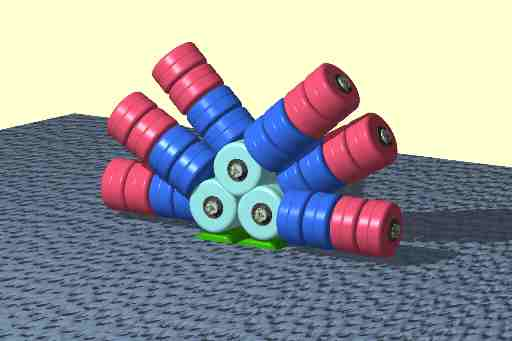
Antennenstruktur von Phycobilisomen (Modell)

Phycobilisomen sind große Proteinkomplexe, die Cyanobakterien und in ihren Chloroplasten (manchmal dann Cyanellen genannt) auch Glaucophyceen, Rotalgen und die photosynthetisch aktive Klade der Gattung Paulinella nutzen.
Ihre absorbierenden Antennenpigmente, die im Gegensatz zu Chlorophyll grünes und gelbes Licht absorbieren, leiten die Energie zu den Reaktionszentren des Photosystems II in der Photosynthese.
Die Phycobilisomen befinden sich im Cytosol auf der Thylakoidmembran und leiten die aufgefangene Lichtenergie an die Reaktionszentren des Photosystems II. Sie sind im Unterschied zu anderen chlorophyll- und carotinoidhaltigen Antennenkomplexen wasserlöslich. Algen mit Phycobilisomen nutzen die sogenannte Grünlücke, d. h. Wellenlängen im Grün/Gelb-Bereich, dies ermöglicht ihnen auch größere Gewässertiefen zu besiedeln.
Die Phycobilisomen sind zu mehreren geldrollenähnlichen Stapeln mit einer Größe von 32×48 Nanometern aufeinander geschichtet. Das rote Phycoerythrin liegt außen und das blaue Phycocyanin innen auf dem hellblauen Allophycocyanin. Sie sind an die cytosolische Seite der Thylakoidmembran geheftet.